# Hakan Şükrü Kurnaz
Hakan Şükrü Kurnaz (Kırıkkale, 31 maggio 2004) è un sollevatore turco che gareggia nella categoria dei mediomassimi (fino a 96 kg.).

## Carriera
Compie gli studi alla Kırıkkale Üniversitesi, militando nell'İstanbul Büyükşehir Belediyespor. Inizia la carriera di sollevatore nel 2018. Ai campionati europei giovanili di Ciechanów del 2021 si classifica al secondo posto, mentre ai mondiali giovanili di Gedda del medesimo anno si classifica terzo nella categoria degli 89 kg. Ai campionati mondiali juniores di Candia del 2022 conquista la medaglia d'argento nello strappo con 150 kg. e nel totale con 324 kg.
Ai campionati europei del 2023 di Erevan, nella categoria dei 96 kg. vince la medaglia d'argento nello strappo con 170 kg., ottenendo il sesto posto nello slancio con 191 kg. e il quarto posto nel totale con 361 kg.
Viene riscontrato positivo agli steroidi (insieme con altri due atleti, Pelinsu Bayav e Batu Han Yüksel), e squalificato per due anni.